# Frans-Kameroen
Frans-Kameroen (Frans: Cameroun) was een Frans mandaatgebied dat nu het grootste deel van de republiek Kameroen uitmaakt. De hoofdstad was Yaoundé.
Het gebied werd een Duitse kolonie op 12 juli 1884 toen Gustav Nachtigal in naam van de Duitse keizer een verdrag met lokale stamhoofden tekende, waarbij dezen zich onder de bescherming van de keizer stelden. Duits-Kameroen werd eerst Duits Noordwest-Afrika genoemd en vanaf 1901 Kamerun. Na de Tweede Marokkaanse Crisis in 1911 stond Frankrijk een deel van Frans-Equatoriaal-Afrika, ten oosten van Kamerun, af aan Duitsland. Dit gebied van 300.000 km² werd onderdeel van Duits Kameroen onder de naam Neukamerun.
Tijdens de Eerste Wereldoorlog werd Duits-Kameroen bezet door Britse en Franse troepen en in 1919 door de Volkenbond verdeeld in Britse en Franse mandaatgebieden. Frans-Kameroen was dus niet deel van Frans-Equatoriaal-Afrika maar kreeg een onafhankelijk koloniaal bestuur als Commissariat de la République autonome onder Frans mandaat. Na de Tweede Wereldoorlog kregen zowel Brits- als Frans-Kameroen status als Verenigde Naties-mandaatgebieden (zogenaamde trustgebieden).
In 1946 werd een volksvergadering opgericht. Kameroen kreeg ook twee zetels in de Nationale Vergadering van Frankrijk. Hetzelfde jaar werd ook een antikoloniale partij opgericht, de Volkerenunie van Kameroen (Union des Populations du Cameroun, UPC).
In 1955 brak een opstand uit in Frans-Kameroen, die werd neergeslagen door de Franse autoriteiten. De UPC werd verboden door de Fransen en een guerrillaoorlog brak uit die zeven jaar zou duren. In 1956 kreeg Kameroen autonomie, met een eigen regering, en op 1 januari 1960 werd Frans-Kameroen onafhankelijk onder de naam République du Cameroun. De koloniale oorlog tegen de Fransen ontwikkelde zich tot een burgeroorlog tussen de regering en de UPC die tot in de jaren 1970 zou voortslepen.
Een jaar na de onafhankelijkheid, in 1961, voegden de Southern Cameroons, het zuidelijke deel van Brits-Kameroen, zich bij de republiek om de Federale Republiek Kameroen te vormen. In 1972 werd de naam veranderd in de Verenigde Republiek Kameroen, en in 1984 werd de naam opnieuw Republiek Kameroen.

## Premiers van Frans-Kameroen
| André-Marie Mbida               | 1957-1958 |
| Ahmadou Babatoura Ahidjo UNC/UC | 1958-1960 |

Brits-Kameroen · Brits-Togoland · Frans-Kameroen · Frans-Togoland · Nauru · Nieuw-Guinea (een onderdeel van het Territorium Papoea en Nieuw-Guinea) · Ruanda-Urundi · Somalië · Tanganyika · Trustschap van de Pacifische Eilanden · West-Samoa